# Barnabás Steinmetz
Barnabás Steinmetz (* 6. Oktober 1975 in Budapest) ist ein ungarischer Wasserballer, der normalerweise im rechten Rückraum spielt. Barnabás Steinmetz ist 1,96 m groß und sein Wettkampfgewicht beträgt 98 kg.
Barnabás Steinmetz gehört zu der Generation ungarischer Wasserballer, die ab den 1990er Jahren an die großen Erfolge der 1950er Jahre anknüpfen konnte.
Barnabás Steinmetz gehört seit 1993 zur ungarischen Wasserball-Nationalmannschaft und gewann 1993 Silber bei der Europameisterschaft. Er gehörte zu dem Team, das die Europameistertitel 1997 und 1999 gewann und dazwischen Weltmeisterschaftszweiter 1998 wurde.
Bei den Olympischen Spielen 2000 in Sydney gewann das ungarische Team mit Barnabás Steinmetz. 2001 wurde er Dritter bei der Europameisterschaft und gewann 2003 den Weltmeistertitel. In Athen bei den Olympischen Spielen 2004 half er mit, die Goldmedaille von 2000 zu verteidigen. 2004 spielte er zusammen mit seinem Bruder Ádám Steinmetz im Team.